# Coraz mniej
Coraz mniej – pierwszy singiel Urszuli promujący jej album Akustycznie.
(muz. Stanisław Zybowski (1,3) / Ryszard Kniat (4) / sł. B. Olewicz (1) / Urszula Kasprzak (3) / Andrzej Sobczak (4))

## Lista utworów
- „Coraz mniej” (0:22/4:42/C)
- „Życzenia dla słuchaczy” (00:16:04)
- „Świąteczny taniec” (0:32/4:45:C)
- „Noc nie przyszła pod mój dach” (00:28/4:20/C)

Promocja utworów 2,3,4 od dn. 15.12.96

## Twórcy
- Urszula – śpiew
- Stanisław Zybowski – git. akustyczna
- Wojtek Kuzyk – git. basowa
- Robert Szymański – perkusja
- Sławek Piwowar – fortepian, git. akustyczna
- Małgosia Paduch – chórki
- Gościnnie wystąpili:
- Jan Borysewicz – git. akustyczna
- Jose Torres – instr. perkusyjne
- Smyczkowy Kwartet Podlaski w składzie:
- Maciej Przeździęk – I skrzypce
- Paweł Dawidowicz – II skrzypce
- Henryk Najda – altówka
- Wojciech Kopijkowski – wiolonczela

- Nagrań dokonano podczas koncertu w studio Polskiego Radia Białystok 22 sierpnia 96.
- Nagłośnienie koncertu – Remigiusz Białas. Realizacja nagrań – Paweł Skura.
- Obsługa techniczna – Piotr Dyśko „Szaman”. Organizacja koncertu – Polskie Radio Białystok
- Manager – Julita Janicka
- Mix materiału – Studio Hendrix Polskiego Radia Lublin Październik'96. Realizacja dźwięku – Paweł Skura
- Produkcja – Stanisław Zybowski. Aranżacja – Stanisław Zybowski.
- Aranżacja kwartetu smyczkowego – Hadrian Tabęcki, Stanisław Zybowski
- Mastering – Grzegorz Piwkowski. Zdjęcia – Maciek Strzeszewski. Projekt – Kasia Mrożewska